# Haven (film 2004)
(Tagline del film)
Haven è un film del 2004 scritto e diretto da Frank E. Flowers.

## Trama
Due oscuri uomini d'affari sfuggono al governo federale, arrivando alle isole Cayman, per evitare di essere perseguitati legalmente. Il loro gesto provocherà una serie di reazioni a catena che porteranno un ragazzo britannico a commettere un crimine che avrà delle complicazioni sull'intero stato.

## Distribuzione internazionale
- Canada: 11 settembre 2004
- Stati Uniti: 15 settembre 2006
- Giappone: 14 ottobre 2006
- Finlandia: 19 gennaio 2007